# دليل النجوم البابلية

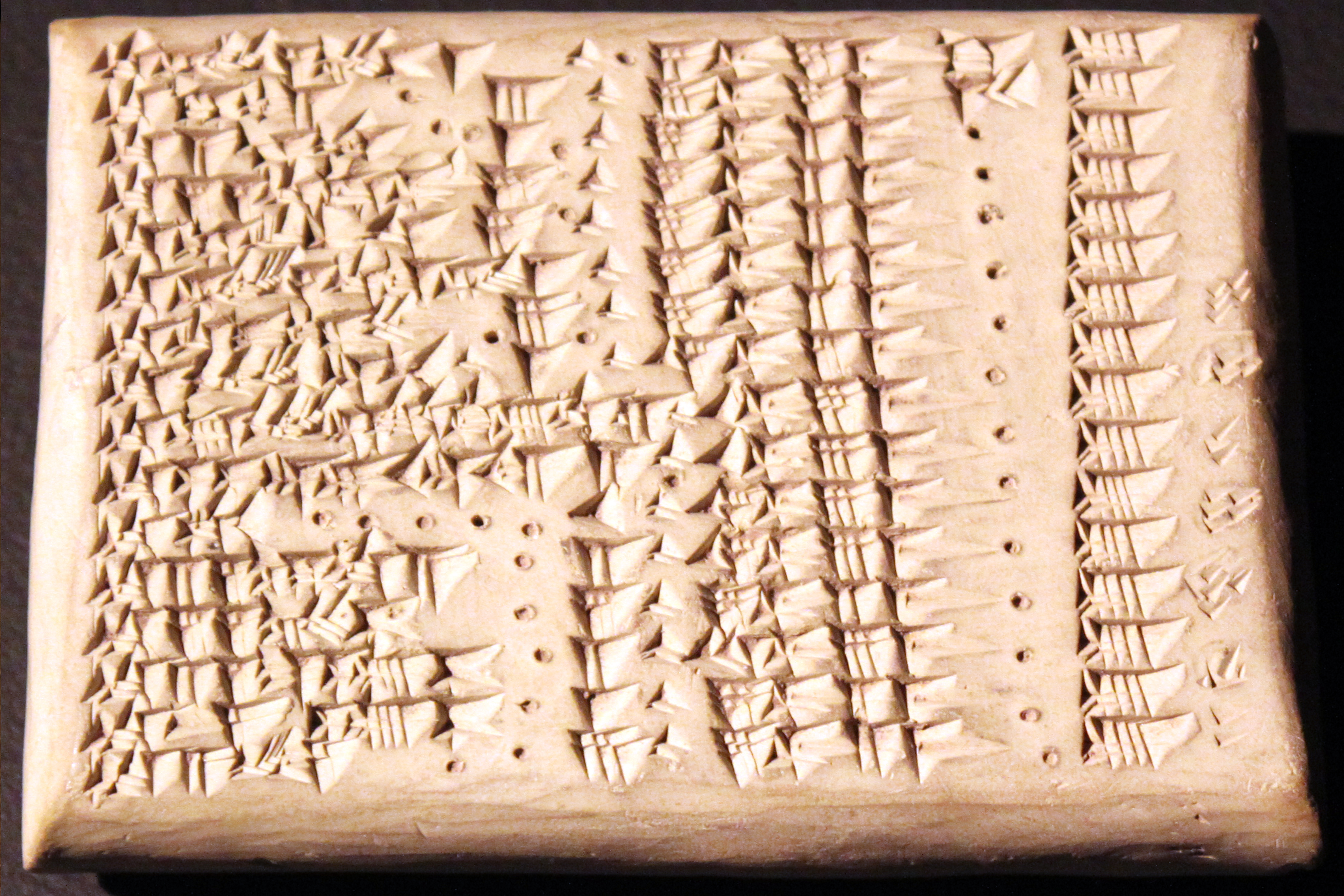
قائمة النجوم مع ذكر المسافة، تُعطي القائمة كل كوكبة مع عدد نجومها وقيمة المسافة إلى الكوكبة التالية. أوروك العراق، 320-150 ق.م.

قامَ عِلم الفلك البَابِلي بجمع المُلاحظات والتنبؤات السابقة في مجموعات من فهارس النُجوم البابلية، أثناء وبعد حُكم الكيشيين على بَابِل. تحتوي فهارس النجوم هذه، والتي كُتبت بالمسمارية، على قوائم الكوكبات والنجوم الفردية والكواكب. ربما تم جمع الكوكبات من مصادر أخرى مُختلفة. أقدم فهرس من المجموعة، يذكر نجوم أكد، وأموريا، وعيلام وغيرهم. وقد أعطت مصادر مُختلفة أصلًا سومريًا لهذه الكوكبة البابلية. كما تم الادعاء بوجود صلة بين الترميز النجمي لأحجار حدود كودورو الكيشية، ولكن ما إذا كان هذا الكودورو يُمثل بالفعل الكوكبة والمعلومات الفلكية بصرف النظر عن استخدام الرموز لا يزال أمر غير واضح.
فهارس النجوم تتضمن كل منها قائمة من قوائم نص مول أبين المُسمى على اسم الكوكبة البابلية الأولى MULAPIN، «المِحراث»، وهي كوكبة المُثلث بالإضافة إلى نَجم عناق الأرض. يسرد هذا النص، من بين أمور أخرى، 17 أو 18 كوكبة في دائرة البروج. تقلل الفهارس اللاحقة مجموعة الكوكبات إلى 12، والتي اقترضها المصريون والأغريق فيما بعد من البابليين، لا تزال هذه الكوكبات الـ 12 اليوم موجودة بين الكوكبات الحديثة.

## قائمة النجوم الثلاثة
الخًلاصة الرسمية الأولى لقوائم النجوم هي النجوم الثلاثة (𒀯) والتي بدأت بالظهور حوالي القرن الثاني عشر قبل الميلاد. إنها تمثل تقسيمًا ثلاثيًا للسماء: نصف الكرة الشمالي ينتمي إلى إنليل، وخط الاستواء ينتمي إلى أنو، ونصف الكرة الجنوبي ينتمي إلى إنكي. رُسمت الحدود عند 17 درجة شمالًا وجنوبيًا، بحيث تمضي الشمس ثلاثة أشهر متتالية بالضبط في كل ثلث. يتضمن تعداد النجوم في الثلاث نجوم كل فهرس 36 نجمة، ثلاثة لكل شهر. الرسم المعنوي لـ «كوكبة» أو «نجمة» في هذه القوائم هو MUL، وهو في الأصل رسم تصويري لثلاثة نجوم. يُشار إلى الثريا باسم «العُنقود النجمي» أو «نَجم النُجوم» في القوائم، فيُكتب MUL.MUL أو (𒀯𒀯).

## نص مول أبين
الخلاصة الرسمية الثانية لقوائم النجوم في علم الفلك البابلي هي لقوائم نص مول أبين، عبارة عن زوج من الألواح سُميت باسم الكوكبة الافتتاحية، والتي تتوافق مع الكوكبة الأولى من العام، MULAPIN، «المِحراث» والتي تم تحديدها مع كوكبة المُثلث بالإضافة إلى نَجم عناق الأرض. القائمة هي سليل مُباشر لقائمة النُجوم الثلاثة، أعيدت صياغتها حوالي 1000 قبل الميلاد بنائًا على مُلاحظات أكثر دقة. وتشمل المزيد من الكوكبات، بما في ذلك معظم الكوكبات قطبية، والمزيد من الأبراج. دخلت فهارس النجوم البابلية علم الفلك اليوناني في القرن الرابع قبل الميلاد، عبر «إيودوكسوس من كنيدوس» وآخرين. يمكن إرجاع عدد قليل من أسماء الكوكبات المُستخدمة في علم الفلك الحديث إلى مصادر بابلية عبر علم الفلك اليوناني. من بين أقدم الكوكبات تلك التي ميزت النقاط الأساسية الأربعة للسنة في العصر البرونزي الوسيط، أي
- الثور، من (𒀯𒄞𒀭𒈾) MULGU4.AN.NA «الثَور»، بمُناسبة الاعتدال الربيعي
- الأسد، من (𒀯𒌨) MULUR.GU.LA «الأسد»، بمُناسبة الانقلاب الصيفي
- العقرب، من (𒀯𒄈𒋰) MULGIR.TAB «العَقرب»، بمُناسبة الاعتدال الخريفي
- الجدي، من (𒀯𒋦𒈧𒄩) MULSUḪUR.MAŠ «جَدي السَمكة»، بمُناسبة الانقلاب الشتوي. عبارة عَن مخلوق هجين تم تصويره على أحجار الكودورو الحدودية قبل 2000 ق.م كرمز للاله لـ إنكي.

هناك أسماء كوكبة أخرى يمكن إرجاعها إلى أصول العصر البرونزي، بما في ذلك الجوزاء، من (𒀯𒈦𒋰𒁀𒃲𒃲) MULMAŠ.TAB.BA.GAL.GAL «التَوائم العَظيمة»، السرطان، من (𒀯𒀠𒇻) MULAL.LUL «جَرادُ البَحر»، من بين أمور أخرى.
كذلك يُعطي نص مول أبين فهرس من 71 نجمة وكوكبة من قائمة النجوم الثلاثة لكل تقليد. يتم سرد أسماء النجمة (مسبوقة بـ MUL 𒀯) مع الإله المرتبط (بادئة DINGIR 𒀭) وغالبًا ما تكون بعض الالقاب المُختصرة الأخرى:
- مواعيد الشروق النجمي
- أزواج من الكوكبات التي تشرق وتخفت في وقت واحد
- الفترات الزمنية بين تواريخ الشروق النجمي
- أزواج من الكوكبات التي تكون في وقت واحد في حالة الذروة وفي الأفق
- مسار القمر والكواكب.
- تقويم شمسي
- الكواكب ومدد اقترانها الشمسي
- الارتفاعات النجمية ومواقع الكواكب للتنبؤ بالطقس ولضبط التقويم
- معرفة الوقت بطول ظل المِزْوَلَة
- طول ساعات الليل خلال العام
- الطلائع المُرتبطة بظهور النجوم والكواكب وMUL.U.RI.RI (المُذنبات؟) والرياح.

## الكوكبات البروجية
يتألف مسار القمر كما هو مذكور في نص مول أبين من 17 أو 18 محطة، يمكن التعرف عليها على أنها أسلاف مُباشرة من الأبراج المؤلفة من 12 علامة. في بداية القائمة في نص مول أبين، تتوافق الثُريا مع الوضع في أوائل العصر البرونزي الأوسط عندما كانت الشمس في الاعتدال الربيعي قريبة من الثُريا في كوكبة الثور (الأقرب في القرن الثالث والعشرين قبل الميلاد)، وليس بعد في كوكبة الحَمل.
|     | بالسومرية                                       | بالأكدية                     | بالعربية                 | نضيرُها الغربي         |
| --- | ----------------------------------------------- | ---------------------------- | ------------------------ | --------------------- |
| 1.  | MULMUL - 𒀯𒀯                                     | zappu                        | نَجمُ النُجوم               | الثُريا                |
| 2.  | MULGU4.AN.NA - 𒀯𒄞𒀭𒈾                             | alû/lê                       | ثًور السَماء               | الثَور والقَلائِص        |
| 3.  | MULSIPA.ZI.AN.NA - 𒀯𒉺𒇻𒍣𒀭𒈾                       | šitaddaru or šidallu         | راعي السماء الوفيْ        | الجَبار                |
| 4.  | MULŠU.GI - 𒀯𒋗𒄀                                  | šību                         | العَجوز                   | حامِلُ رأسِ الغول        |
| 5.  | MULZUBI or MULGAM3 - 𒀯𒉽𒈿                        | gamlu                        | المُحتال                  | مُمسِكُ الأعِنة           |
| 6.  | MULMAŠ.TAB.BA(.GAL.GAL) - 𒀯𒈦𒋰𒁀(𒃲𒃲)              | māšu or tū'āmū rabûtu        | التوائم العَظيم           | التوأمان              |
| 7.  | MULAL.LUL - 𒀯𒀠𒈜                                 | alluttu                      | جَرادُ البَحر               | السَرطان               |
| 8.  | 1. MULUR.GU.LA - 𒀯𒌨𒄖𒆷 2. MULUR.MAḪ - 𒀯𒌨𒈤        | urgulû or nēšu               | 1.غَير مَعلوم 2. الأسد     | الأسد                 |
| 9.  | MULABSIN3 - 𒀯𒀳                                  | absinnu or šer'u             | الأخدُود                  | العَذراء               |
| 10. | 1. MULZI.BA.AN.NA - 𒀯𒍣𒁀𒀭𒈾 2. MULGIŠ.ERIN2 - 𒀯𒄑𒂟 | zibānītu                     | المَوازينْ                 | المِيزان               |
| 11. | MULGIR2.TAB - 𒀯𒄈𒋰                               | zuqaqīpu                     | "القاطِع"                 | العَقرب                |
| 12. | MULPA.BIL2.SAG - 𒀯𒉺𒉋𒊕                           | pabilsaĝ                     | الإله بابيلساغ أو العَلي  | الرَامِي                |
| 13. | MULSUḪUR.MAŠ2(.KU6) - 𒀯𒋦𒈧(𒄩)                    | suḫurmāšu                    | جَدي - السَمكة             | الجَدي                 |
| 14. | MULGU.LA - 𒀯𒄖𒆷                                  | ṣinundu, ku-ur-ku or rammanu | العَظيم                   | الدَلو                 |
| 15. | 1. MULKUN.MEŠ - 𒀯𒆲𒎌 2. MULZIB.ME - 𒀯𒍦𒈨          | zibbātu or zibbāt sinūnūtu   | الذَيل                    | الحوت                 |
| 16. | MULŠIM2.MAḪ - 𒀯𒋆𒈤                               | šinūnūtu                     | السَنونو العَظيم           | SW الحوت والأنف       |
| 17. | 1. MULA.NU.NI.TUM - 𒀯𒀀𒉡𒉌𒌈 2. MULLU.LIM - 𒀯𒇻𒅆    | anunītu or lulīmu            | الإلهة أنونيتوم أو الأيِّل | NE الحوت وذات السَلاسل |
| 18. | MUL(LU2.)ḪUĜ(.GA2) - 𒀯𒇽𒂠𒂷                       | agru                         | عامِلُ المَزرعة"            | الحَمل                 |

تمت قراءة «الذيل» و«السنونو العظيم» (15 و16 أعلاه) على أنها كوكبة واحدة هي «ذيل السنونو» (الحوت). هذا هو مصدر عدم اليقين بشأن عدد الكوكبات - 17 أو 18 - في الأبراج البابلية. جميع الكوكبات المكونة من علامات الأبراج من حقبة العصر الحديدي 12 موجودة هُنا، مُعظمها بأسماء تُحددها بوضوح، بينما وصل بعضها إلى علم الفلك الأغريقي بأسماء مُختلفة؛ وهكذا أصبح «الأخدُود» العذراء، «الإله بابيلساغ أو العَلي» الرامي، «السَنونو العَظيم» الحوت و«عامل المزرعة» أعيد تفسيره كـ الحَمل.
العَذراء ونجمُها الرئيسي السماك الأعزل لهُما سوابق بابلية. يربط نص مول أبين بين «الأخدُود» بالإلهة السومرية شالا، وعلى أحجار الكودورو الحدودية من العصر الكيشي، يُصوَّر شالا تقليديًا على أنه يحمل قطعة من الحبوب. فيما يتعلق بالرامي، فإن بابيلسلغ هو إله سومري غامض نسبيًا، تم تحديده لاحقًا مع نينورتا. وكان اسم آخر للكوكبة هو Nebu «الجُندي».
الدلو يُمثل إنكي (إله الماء)، المُلقب بـ «العَظيم» في نص مول أبين. احتوت فيه على الانقلاب الشتوي في أوائل العصر البرونزي. في علم الفلك الأغريقي، أصبح مُمثلًا ببساطة على أنه إناء واحد يتدفق منه تيار مائي إلى الحوت الجنوبي. الاسم في الأبراج الهندوسية هو بالمثل kumbha مَعناه «إبريق الماء»، مِما يدل على أن الأبراج وصلت إلى الهند عبر وسطاء أغريق.
التعريف الحالي لكوكبة الحوت كونها أصغر الأبراج. تضمنت «السنونو» في علم الفلك البابلي السمكة الغربية، لكنها كانت أكبر لأنها ضَمت أيضًا أجزاء من الفرس الأعظم. كان مربع الفرس الأعظم هو كوكبة «الحقل»، كما هو موضح في برج دندرا بين السمكتين. تمثل السمكة الشمالية وجزء من ذات السَلاسل الإلهة أنونيتوم، «سيدة السماء». تُشير المصادر البابلية المتأخرة أيضًا إلى DU.NU.NU «الحَبل السمكي». من غير الواضح كيف أصبح «عامل المزارع» في نص مول أبين إلى كوكبة الحَمل «رام» في التقليد الأغريقي، ربما عن طريق التورية أو سوء الفهم.
في مكان ما حوالي القرن الخامس قبل الميلاد، بدأت النصوص الفلكية البابلية في وصف مواقع الشمس والقمر والكواكب من حيث 12 علامة مُتساوية التباعد، كل واحدة مرتبطة بكوكبة، كل منها مقسمة إلى 30 درجة (Uš). تم تثبيت دائرة الأبراج الطبيعية هذه على النجوم ومجموعها 360 درجة.